# Rosa Mota
Rosa Maria Correia dos Santos Mota, född 29 juni 1958 i Porto, är en portugisisk före detta friidrottare (maratonlöpare).
Mota var en av de mest framgångsrika kvinnliga maratonlöparna under 1980-talet. Mota var med på två olympiska spel och hamnade båda gångerna på prispallen. Vid olympiska sommarspelen 1988 blev det guld. Mota blev även världsmästare vid VM 1987 i Rom. Dessutom blev Mota europamästare tre gånger. Förutom mästerskapsmeriter så vann Mota Chicago Marathon två gånger och Boston Marathon tre gånger.